# Wuchuan
Wuchuan (县级市) is een stad  met meer dan 1 miljoen inwoners in de provincie Guangdong in China. Wuchuan is in het zuiden van China. Deze stad maakt deel uit van stadsprefectuur Zhanjiang.